# ETSI EN 300 330
ETSI EN 300 330 és una normativa de compatibilitat electromagnètica per a equipament de radiofreqüència de curt abast (de baixa potència) operant a la banda entre 9 kHz i 25 MHz, i sistemes d'espira inductiva en the freqüència entre 9 kHz i 30 MHz, amb els requeriments essencials de l'article 3.2 de la directiva europea 2014/53/EU.

## Parts de la normativa

### ETSI EN 300 330-1
Característiques tècniques i mètodes d'assaig :
- Bandes de freqüència permeses :

| Mode           | Bandes de freqüències   | Aplicacions                                |
| -------------- | ----------------------- | ------------------------------------------ |
| Emetre i Rebre | 9 kHz a 90 kHz          | Dispositius inductius, ús genèric          |
| Emetre i Rebre | 90 kHz a 119 kHz        | Dispositius inductius, ús genèric          |
| Emetre i Rebre | 119 kHz a 140 kHz       | Dispositius inductius, ús genèric          |
| Emetre i Rebre | 140 kHz a 148,5 kHz     | Dispositius inductius, ús genèric          |
| Emetre i Rebre | 148,5 kHz a 5 MHz       | Dispositius inductius, ús genèric          |
| Emetre i Rebre | 400 kHz a 600 kHz       | Només RFID                                 |
| Emetre i Rebre | 5 kHz a 30 MHz          | Dispositius inductius, ús genèric          |
| Emetre i Rebre | 3155 kHz a 3400 kHz     | Dispositius inductius, ús genèric          |
| Emetre i Rebre | 4334 KHz                | Dispositius inductius, ús ferroviari       |
| Emetre i Rebre | 4516 KHz                | Dispositius inductius, ús ferroviari       |
| Emetre i Rebre | 6 765 kHz a 6 795 kHz   | Dispositius inductius, ús genèric          |
| Emetre i Rebre | 7 400 kHz a 8 800 kHz   | Dispositius inductius, ús genèric          |
| Emetre i Rebre | 10 200 kHz a 11,000 MHz | Dispositius inductius, ús genèric          |
| Emetre i Rebre | 12,5 MHz a 20 MHz       | Dispositius inductius, ús mèdic sense fils |
| Emetre i Rebre | 13,553 MHz a 13,567 MHz | Dispositius inductius, ús genèric          |
| Emetre i Rebre | 26,957 MHz a 27,283 MHz | Dispositius inductius, ús genèric          |
| Emetre i Rebre | 27,095 MHz              | Dispositius inductius, ús ferroviari       |

- Límits de camp magnètic H a 10 m de distància:

| Rang de freqüències (MHz)                                 | Límit d'intensitat de camp H (Hf) dBµA/m a 10 m  |
| --------------------------------------------------------- | ------------------------------------------------ |
| 0,009 ≤ f < 0,090                                         | 72 descendent 3dB/octava per damunt de 0,03 MHz  |
| 0,09 ≤ f < 0,119                                          | 42                                               |
| 0,119 ≤ f < 0,135                                         | 66 descendent 3dB/octava per damunt de 0,119 MHz |
| 0,135 ≤ f < 0,140                                         | 42                                               |
| 0,140 ≤ f < 0,1485                                        | 37,7                                             |
| 0,1485 ≤ f < 30                                           | -5                                               |
| 0,315 ≤ f < 0,600                                         | -5                                               |
| 3,155≤ f < 3,400                                          | 13,5                                             |
| 4,234                                                     | 9                                                |
| 4,516                                                     | 7                                                |
| 7,400 ≤ f < 8,800                                         | 9                                                |
| 10,2 ≤ f < 11,00                                          | 9                                                |
| 12,5 ≤ f ≤ 20                                             | -7                                               |
| 6,765 ≤ f ≤ 6,795 13,553 ≤ f ≤ 13,567 26,957 ≤ f ≤ 27,283 | 42                                               |
| 13,553 ≤ f ≤ 13,567                                       | 60                                               |
| 27,095                                                    | 42                                               |

- Límit d'emissions espúries:

| Rang de freqüències (MHz)                                              | Potència de qualsevol espuri                                                        |
| ---------------------------------------------------------------------- | ----------------------------------------------------------------------------------- |
| 9 kHz ≤ f < 10 MHz                                                     | Transmetent: 27 dBµA/m descendent 3 dB/oct En repòs: 5,5 dBµA/m descendent 3 dB/oct |
| 10 MHz ≤ f < 30 MHz                                                    | Transmetent: -3,5 dBµA/m En repòs: -25 dBµA/m                                       |
| 47 MHz a 74 MHz 87,5 MHz a 118 MHz 174 MHz a 230 MHz 470 MHz a 862 MHz | Operant: 4 nW e.r.p. En repòs: 2 nW e.r.p.                                          |
| Altres freq. entre 30 MHz a 1 000 MHz                                  | Operant: 250 nW e.r.p. En repòs: 2 nW e.r.p.                                        |

### ETSI EN 300 330-2
Harmonització amb la normativa EN cobrint els requeriments essencials de l'article 3.2 de la directiva europea 2014/53/EU.